# 重宝
重宝（ちょうほう）は、愛知県海部郡飛島村にある地名。字葭野がある。

## 地理
飛島村北西端部に位置する。南は弥富市稲元、北は大宝に接する。

### 河川
- 筏川

## 歴史

### 沿革
- 1802年（享和2年） - 大宝新田の庄屋長尾治右衛門により、重宝新田として地先の未開発地の反別12町余を開発[1]。
- 1876年（明治9年） - 八島前新田を編入[1]。
- 1876年（明治9年） - 重宝村となる[1]。
- 1889年（明治22年） - 宝地村大字重宝となる[1]。
- 1906年（明治39年） - 飛島村大字重宝となる[1]。
- 1985年（昭和60年） - 一部が大宝となる[1]。

## 人口
2015年（平成27年）10月1日現在の人口は以下の通りである。
| 大字 | 人口 |
| ---- | ---- |
| 重宝 | 25人 |

### 人口の変遷
国勢調査による人口の推移
| 1995年（平成7年）  | 23人 | [ 6 ] |  |
| 2000年（平成12年） | 33人 | [ 7 ] |  |
| 2005年（平成17年） | 31人 | [ 8 ] |  |
| 2010年（平成22年） | 31人 | [ 9 ] |  |
| 2015年（平成27年） | 25人 | [ 3 ] |  |

## 学区
市立小・中学校に通う場合、学区は以下の通りとなる。また、公立高等学校に通う場合の学区は以下の通りとなる。
| 番・番地等 | 小学校           | 中学校           | 高等学校 |
| ---------- | ---------------- | ---------------- | -------- |
| 全域       | 飛島村立飛島学園 | 飛島村立飛島学園 | 尾張学区 |

## 交通

### 道路
- 愛知県道66号蟹江飛島線（西尾張中央道）
- 愛知県道104号新政成弥富線
- 愛知県道462号大藤永和停車場線

## 施設
- 重宝排水機場北緯35度4分59.2秒 東経136度46分15.3秒 / 北緯35.083111度 東経136.770917度
- 愛知県筏川取水場北緯35度4分59.5秒 東経136度46分20.7秒 / 北緯35.083194度 東経136.772417度

## その他

### 日本郵便
- 郵便番号 : 490-1400[4]（集配局：弥富郵便局[12]）。